# Poesiens endeløse ocean 5
|  | Denne artikel er oprettet af botten Steenthbot ud fra en ekstern database. Den kan derfor have sproglige fejl eller mangler. Denne skabelon kan fjernes efter kontrol af indholdet. |

Poesiens endeløse ocean 5 er en dansk dokumentarfilm fra 1985 instrueret af Allan Berg.

## Handling
Digtoplæsning Flemming Røgilds